# O Uivo da Gaita
Pour plus de détails, voir Fiche technique et Distribution.
O Uivo da Gaita (littéralement : Le Hurlement de la cornemuse) est un film brésilien réalisé par Bruno Safadi, sorti en 2013. 

## Fiche technique
- Titre original : O Uivo da Gaita
- Titre international : Harmonica's Howl
- Réalisation : Bruno Safadi
- Scénario : Bruno Safadi
- Production : Alumbramento
- Langue d'origine : Portugais, Espagnol
- Pays d'origine : Brésil
- Genre : Drame, romance
- Durée : 72 minutes
- Dates de sortie :
  -  Pays-Bas : 26 janvier 2013 (International Film Festival Rotterdam)
  -  Pologne : 24 juillet 2013 (New Horizons Film Festival)
  -  Brésil : août 2013 (Gramado Film Festival)
  -  Danemark : 11 avril 2014 (CPH PIX)

## Distribution
- Leandra Leal : Luana
- Mariana Ximenes : Antônia
- Jiddú Pinheiro : Pedro